# ガフク・ガマ族
ガフク・ガマ族（ガフク・ガマぞく、Gahuku-Gama）は、パプアニューギニアに住むメラネシア系の少数民族。

## 居住地
ニューギニア東部高地のゴロカ近くに住んでいる。ガフク・ガマ族の名で呼ばれる部族は数部族あるが、いずれも言語と文化は同じである。かつて、部族間抗争を繰り返した時期があった。

## 生活
サツマイモなどの根菜類を栽培し、ブタを飼育する。ブタ祭りでは数百頭のブタを殺し、近隣の友好部族に贈る。
土地は父系氏族が所有する。
成年式の儀式には、聖笛が吹かれる。